# Bloemendaal

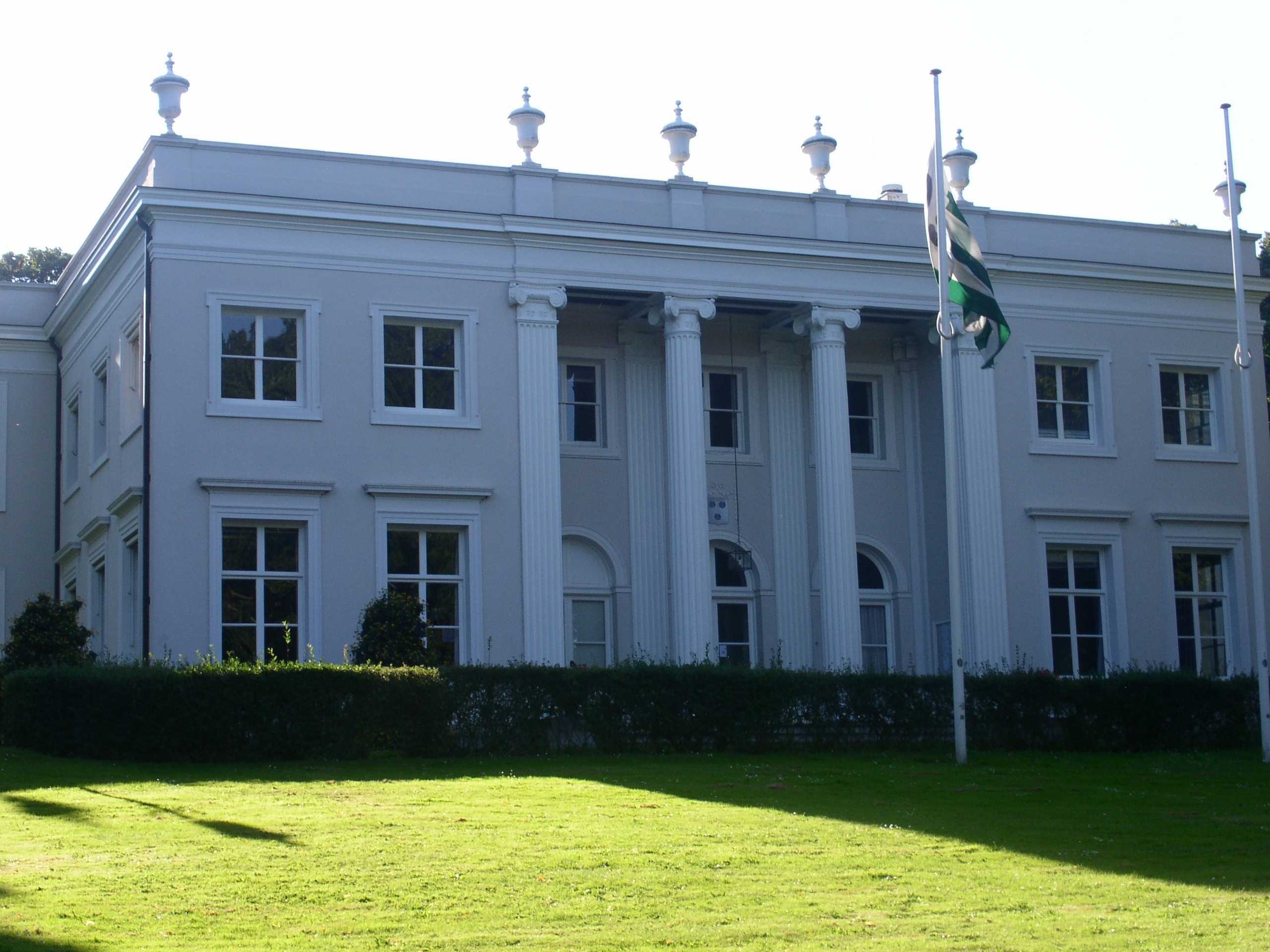
Stadshuset i Bloemendaal.

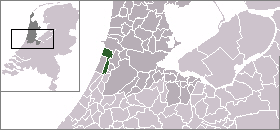
Bloemendaals läge

Bloemendaal är en kommun i nordvästra Nederländerna i provinsen Noord-Holland. Kommunen har en area på 43,29 km² (vilket 5,36 km² utgörs av vatten) och en folkmängd på 16 922 invånare (2004).
I den nordvästra delen av kommunen sträcker sig ett stort dynlandskap ut mot kusten. Stora delar av detta landskap utgör sedan 1995 nationalparken Zuid-Kennemerland. Under andra världskriget användes området av den tyska ockupationsmakten för att undanröja medlemmar i den nederländska motståndsrörelsen. Efter krigsslutet samlades nära 400 kroppar in och ligger nu begravda på Eerebegraafplaats Bloemendaal, bland dem Hannie Schaft och Willem Arondeus.